# NGC 1378
NGC 1378 est une paire d'étoiles située dans la constellation du Fourneau. L'astronome allemand Julius Schmidt a enregistré la position de cette paire d'étoiles le 19 janvier 1865. 